# کوشا
کوشا (انگلیسی: kosha), پوسته یا بدن، قلمرو تجربه و هستی.

## آتمانو عالم صغیر
آتمان در عالم کبیر به صورت سه مرتبهٔ هستی و در عالم صغیر به شکل پنج قشر تعینات جسمانی (kosha) تجلی می‌کند.

## پنج قشر تعینات جسمانی
در مکتب ودانتا پنج قشر تعینات جسمانی عبارت اند از:
۱- قشر طعام (Anna)
«آنامایا کوشا» Annamaya kosha
۲- قشر دم حیاتی (Prana)
«پراآنامایا کوشا»Pranamaya kosha
۳- قشر نفس و حس مشترک (Manas)
«پراانامایا کوشا»Manomaya kosha
۴- قشر عقل(Vijñāna)
«ویجنیانامایا کوشا»Vijñānamaya kosha
۵- قشر وجد و شادی (Ananda)
«آناندامایا کوشا»Anandamaya kosha